# میدان (سنقر)
میدان یا میان، روستایی از توابع بخش مرکزی شهرستان سنقر در استان کرمانشاه ایران است.

## جمعیت
این روستا در دهستان گاورود قرار دارد و براساس سرشماری مرکز آمار ایران در سال۱۴۰۱، جمعیت آن ۱۰۰۰ نفر (۱۵۰)خانوار بوده است.